# Moose Wilson Road
Moose Wilson Road is een plaats (census-designated place) in de Amerikaanse staat Wyoming, en valt bestuurlijk gezien onder Teton County. Deze CDP bundelt het gehucht Moose met andere verspreide bebouwing in de buurt.

## Demografie
Bij de volkstelling in 2000 werd het aantal inwoners vastgesteld op 1439.

## Geografie
Volgens het United States Census Bureau beslaat de plaats een oppervlakte van 17,9 km², waarvan 17,4 km² land en 0,5 km² water.

## Plaatsen in de nabije omgeving
De onderstaande figuur toont nabijgelegen plaatsen in een straal van 40 km rond Moose Wilson Road.